# Ulf Eriksson
Ulf Helmer Johan Eriksson (ur. 26 maja 1942 w Sollefteå) – szwedzki piłkarz i arbiter piłkarski. Sędzią międzynarodowym został w 1974 roku.
Sędziował 2 mecze na MŚ 1978. Sędziował też mecze w europejskich pucharach, igrzyskach w 1980 i na ME 1980.